# Emil Hamring

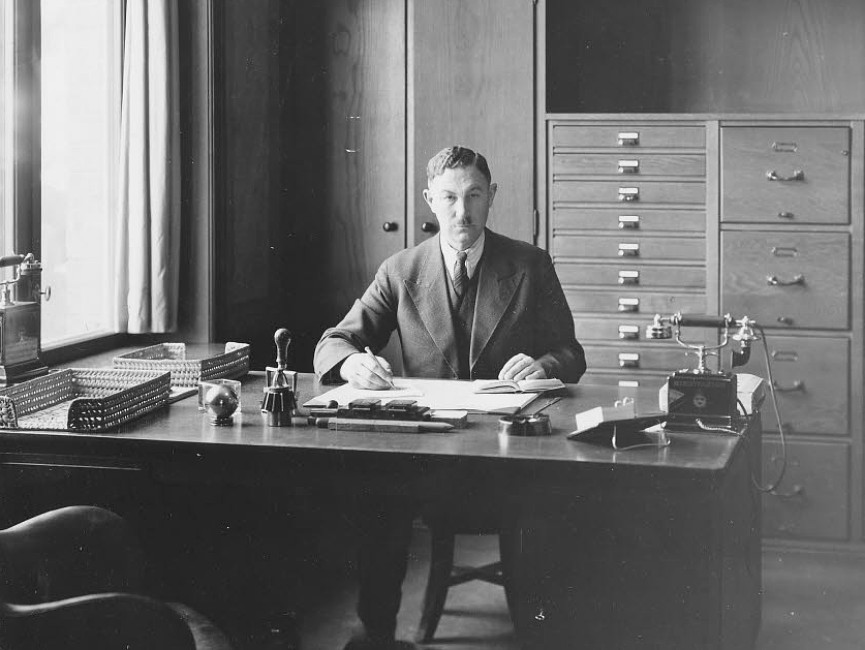
Emil Hamring på sitt kontor, 1930-tal.

Per Emil Hamring (född Persson), född 17 juli 1889 i Nosaby församling, Kristianstads län, död 25 januari 1952 i Nacka församling, Stockholms län, i Halland, var en svensk ingenjör och företagsledare.
Hamring var under närmare 30 år chef för Kooperativa Förbundets kvarnverksamhet på Kvarnholmen i Nacka.

## Biografi
Hamring var son till lantbrukarparet Ola och Anna Persson. Han besökte högre allmänna läroverket och tekniska skolan i Kristianstad. Han var kvarn- och verkstadsarbetare 1909 till 1911. Bland annat var han verkmästare vid Mårten Pehrsons valskvarn i Kristianstad 1911-1912. Han bedrev privata tekniska studier mellan 1912 och 1914, därefter tog han examen vid Technikum i Berlin 1914. Han var verksam som ingenjör i Sverige, Tyskland och Ungern där han arbetade som monteringsingenjör och konstruktör vid Wörner & C:o Maskinfabrik i Budapest fram till 1919. Året därpå återvände han till Mårten Pehrsons valskvarn nu i Göteborg och blev företagets tekniska ledare. 

### Chef för Kvarnen Tre Kronor

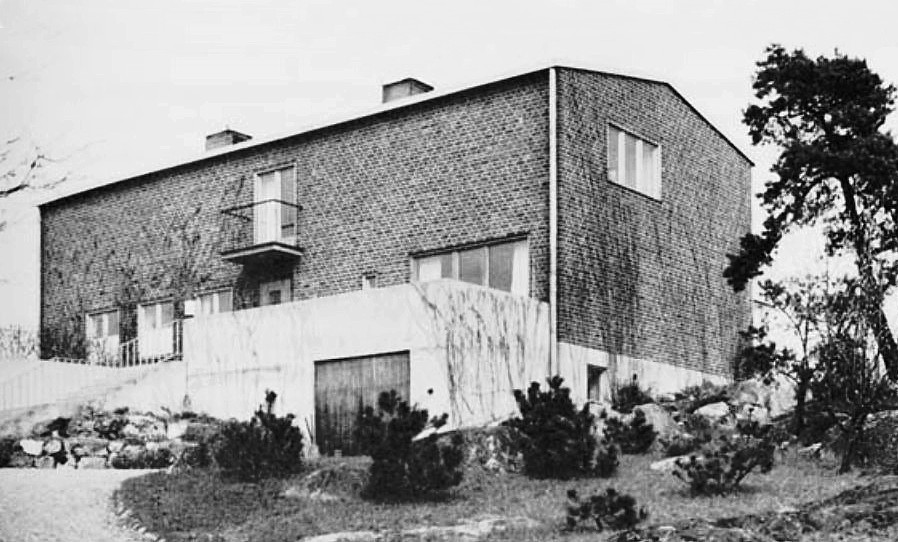
Disponentvillan i början av 1930-talet.

År 1924 blev Hamring teknisk ledare och disponent vid Qvarnaktiebolaget Tre Kronor utanför Stockholm. Där hade Kooperativa Förbundet just övertagit den gamla kvarnrörelsen från 1890-talet. Under honom och arkitekterna Eskil Sundahl, Olof Thunström och Artur von Schmalensee från KF:s arkitektkontor förvandlas den gamla kvarnen till en av världens modernaste anläggningar i sitt slag. Under KF:s ledning skapades på Kvarnholmen inte bara ett modernt industriområde utan även ett ljust och hygieniskt brukssamhälle i miniatyr. 
Efter 1941 var Hamring bolagets verkställande direktör och bodde med sin familj i den av Olof Thunström ritade Disponentvillan på området. Denna befattning hade han fram till sin oväntade död 1952. Han avled till följderna av en hjärnblödning i Halland dit han tagit sig för att delta i en konferens mellan LO och KF. Han är gravsatt på Nacka norra begravningsplats.

### Publikationer och patent (urval)
- Förbättringar av krossnings- eller sönderdelningsmaskiner (1936)
- Anordning vid slagkvarnar (1937)
- Process för att skala havre (1939)
- Metod för att skala havre och liknande sorters spannmål (1940)
- Havreskalningsmetod (1942)
- Sätt att skala havre (1943)
- Havregrynsmetod (1946)